# Schachtanlage Stolzenbach
Die Schachtanlage Stolzenbach (auch Grube Stolzenbach) war ein untertägiges Braunkohle-Bergwerk im Borkener Braunkohlerevier. Die Grube förderte von 1956 bis 1988 aus etwa 60 bis 170 m Tiefe und war eine von wenigen Gruben in Deutschland, in denen nach dem Zweiten Weltkrieg noch Braunkohle unter Tage abgebaut wurde. Der Großteil der geförderten Kohle ging an das Kraftwerk Borken. Der Betrieb wurde nach dem Grubenunglück von Stolzenbach stillgelegt.

## Förderung
Der Abbau der Braunkohle erfolgte in drei Feldern: Nordfeld, Ostfeld und Südfeld.
Nordfeld

Schematischer Grubenplan

Das Nordfeld erstreckt sich von Stolzenbach in nordwestlicher Richtung nach Borken unter dem Weinkopf und in östlicher Richtung bis nach Marienrode. Das Nordfeld wurde vollständig abgebaut.
Ostfeld
Das Ostfeld erstreckt sich von Stolzenbach in nordöstlicher Richtung nach Pfaffenhausen und kurz vor Freudenthal.
Südfeld
Das Südfeld erstreckt sich von Stolzenbach in südöstlicher Richtung Frielendorf und in südwestlicher Richtung nach Dillich. Das Südfeld wurde komplett abgebaut.
Die Flözstärke betrug in allen Feldern durchschnittlich sechs Meter.
Die Braunkohle wurde im Weitungsbau und Streifenbruchverfahren abgebaut. Das Streckensystem der teilweise parallel verlaufenden und mit Querhieben miteinander verbundenen Material- und Förderstrecken in der Grube umfasste ungefähr 27 Kilometer. Das Streckensystem folgte einer dem Flözverlauf angepassten Sohle.
Im 320 Meter langen und mit einer Neigung von 10° verlaufenden Materialschrägstollen fuhr eine Einschienenhängebahn. Angetrieben wurde sie mittels diesel-hydraulischen Zugkatzen. Die Einschienenhängebahn wurde für den umschlagsfreien Transport von Grubenausbaumaterial, technischem Gerät und Werkzeug genutzt.
Über Panzerförderer und Bandförderanlagen wurde die abgebaute Braunkohle in den übertägigen, 600 Tonnen fassenden Hochbunker gefördert. Der hierbei genutzte Bandschrägstollen hatte eine Steigung von 16°. Von dem Hochbunker wurde die Braunkohle mittels Werksbahn zum Kraftwerk Borken geliefert.
Der in den 1950er Jahren abgeteufte Seilfahrtschacht wurde zuletzt überwiegend für die Beförderung der Kumpel genutzt.

## Grubenunglück
Bei einer Katastrophe am 1. Juni 1988, hervorgerufen durch eine Kohlenstaubexplosion, wurden 51 Bergleute getötet. Sechs Bergleute überlebten in 150 Meter Tiefe in einer Luftblase. Die Überlebenden wurden über ein gebohrtes Entlüftungsrohr 65 Stunden nach dem Unglück von einem Mikrofon des Hessischen Rundfunks geortet und am 4. Juni gerettet. Zur Akutbetreuung der Opfer und Hilfskräfte wurde die „Stolzenbachhilfe“ gegründet (siehe auch: Notfallseelsorge, Krisenintervention). Die Grube Stolzenbach wurde nach dem Unglück nicht reaktiviert.

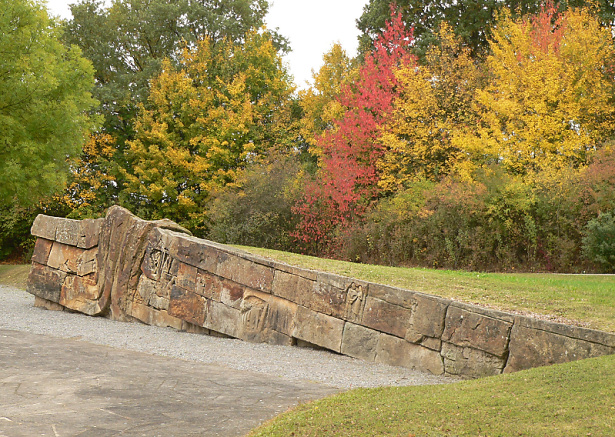
Denkmal für die Opfer des Grubenunglücks
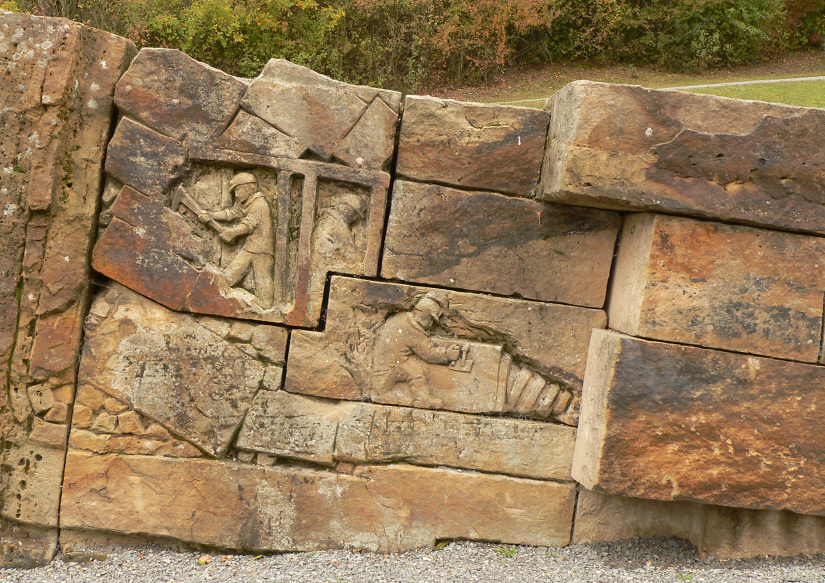
Detail des Denkmals
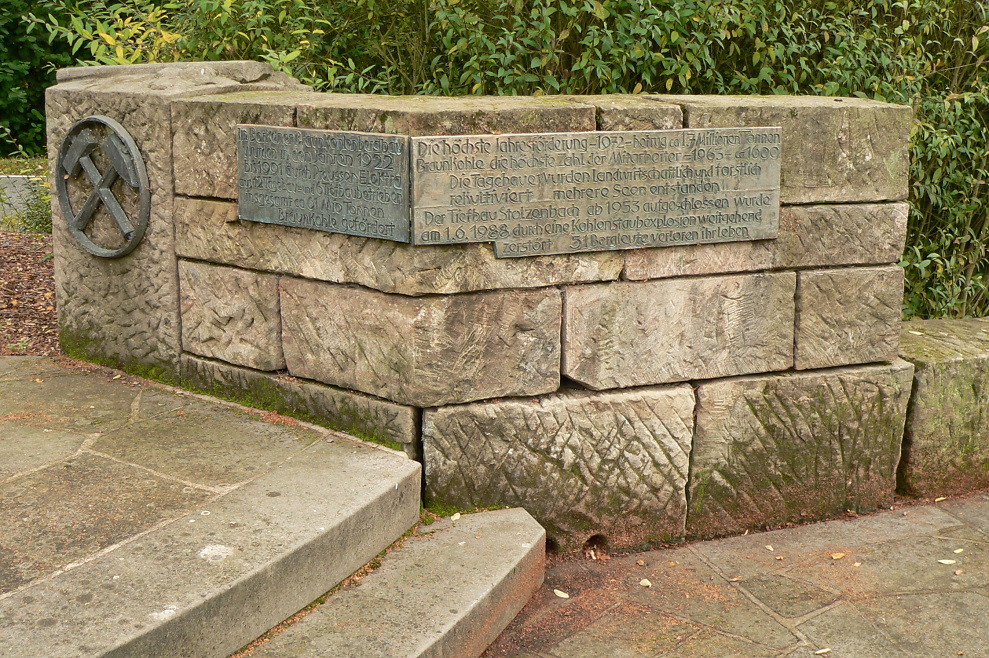
Beschriftung

## Paläontologische Funde
Die Grube war eine wichtige paläontologische Fundstätte für eozäne Sumpfschildkröten (Palaeoemys hessiaca und Borkenia oschkinisi).